# Neptunea elegantula
Neptunea elegantula is een slakkensoort uit de familie van de Buccinidae. De wetenschappelijke naam van de soort is voor het eerst geldig gepubliceerd in 1965 door Ito & Habe.